# Saint Ann
Saint Ann – jeden z 14 regionów Jamajki. Znajduje się na północy wyspy. Jest często nazywany Ogrodem Jamajki ze względu na piękną przyrodę. Największe miasta regionu: Ocho Rios, Browns Town, Runaway Bay, Claremont.
Urodzili się tu m.in. Bob Marley, Burning Spear i Marcus Garvey.